# Flyleaf
『flyleaf』（フライリーフ）は、日本の女性歌手、ChouChoの1枚目のオリジナル・アルバム。2012年8月8日にLantisから発売された。

## 概要
- 本作はメジャーデビュー後初となるフルアルバムで、ちょうちょ名義で発売したシングル表題曲4曲とカップリング曲2曲、ChouChoへの改名後初のシングル表題曲「優しさの理由」とそのカップリング曲2曲のほか、新曲4曲を加えた全14曲を収録している。
- 初回限定盤（CD+DVD、LACA-35224）と通常盤（CDのみ、LACA-15224）の2形態で発売され、それぞれジャケット写真が異なる。初回限定盤には「flyleaf」「Authentic symphony」「カワルミライ」のミュージック・ビデオが収録されたDVDが付属している。
- 2012年9月29日から10月7日にかけて本作を引っ提げた自身初となる単独ツアー『ChouCho First Live Tour 2012 ～flyleaf～』が開催された。
- 2014年3月28日、本作を最新リマスターでハイレゾ音源が各配信サイトにて配信が開始された[4][5]。
- 7曲目の「7th HEAVEN」がテレビアニメ『未来日記』のイメージソングとして採用され、2012年2月29日発売のアルバム『未来日記インスパイアードアルバム Vol.2 〜因果律デシベル〜』に初収録された[6]。同シリーズのイメージソングとして採用されたもう1曲の「Happy Fate」は、本作に収録されなかった。

## 収録曲
| #         | タイトル                           | 作詞         | 作曲                        | 編曲                                              | 時間  |
| --------- | ---------------------------------- | ------------ | --------------------------- | ------------------------------------------------- | ----- |
| 1.        | 「flyleaf」                        | ChouCho      | 北川勝利                    | 北川勝利・acane_madder ストリングス編曲：長谷泰宏 | 4:14  |
| 2.        | 「Authentic symphony」             | こだまさおり | 虹音                        | 虹音                                              | 4:31  |
| 3.        | 「telescope」                      | ChouCho      | A-bee                       | A-bee                                             | 4:29  |
| 4.        | 「青空の鼓動」                     | ChouCho      | 川副克弥                    | 福富雅之                                          | 4:16  |
| 5.        | 「Million of Bravery」             | 前山田健一   | 前山田健一                  | 前山田健一                                        | 4:19  |
| 6.        | 「木漏れ日色の記憶」               | こだまさおり | 矢吹香那                    | 矢吹香那                                          | 4:28  |
| 7.        | 「7th HEAVEN」                     | 松井洋平     | shilo                       | 中土智博                                          | 3:51  |
| 8.        | 「虹の朝に」                       | 渡辺翔       | 清水哲平                    | 清水哲平                                          | 4:08  |
| 9.        | 「Sleeping Butterfly」             | ChouCho      | 板垣祐介                    | 板垣祐介                                          | 5:11  |
| 10.       | 「ハルモニア」                     | rino         | rino                        | 虹音                                              | 4:33  |
| 11.       | 「looping star」                   | 林英樹       | 佐藤純一                    | fhána                                             | 4:16  |
| 12.       | 「優しさの理由」                   | こだまさおり | 宮崎誠                      | 宮崎誠                                            | 4:14  |
| 13.       | 「スワロテイル・バタフライエッジ」 | sasakure.UK  | sasakure.UK                 | sasakure.UK                                       | 3:54  |
| 14.       | 「カワルミライ」                   | こだまさおり | 中山真斗（Elements Garden） | 中山真斗（Elements Garden）                       | 4:05  |
| 合計時間: | 合計時間:                          | 合計時間:    | 合計時間:                   | 合計時間:                                         | 60:29 |

## 演奏
- 奥田健介 (NONA REEVES)：Guitar (#1)
- ミト (クラムボン)：Bass (#1)
- 宮田繁男：Drums (#1.2.8.10)
- 末永華子：Piano (#1)
- 弦一徹ストリングス：Strings (#1)
- acane_madder：Programming & Chorus (#1)
- 遠山哲朗：Guitar (#2.6.10)
- 渡辺等：Bass (#2.10)
- 虹音：All Other Instruments & Programming (#2.10)
- A-bee：Programming (#3)
- 福富雅之：Guitar, All Other Instruments & Programming (#4)
- 板垣祐介
  - Guitar (#5.9)
  - All Other Instruments & Programming (#9)
- 前山田健一：All Other Instruments & Programming (#5)
- 矢吹香那：All Other Instruments & Programming (#6)
- 中土智博：All Other Instruments & Programming (#7)
- 清水哲平：Guitar, All Other Instruments & Programming (#8)
- 田辺トシノ：Bass (#8.12)
- yuxuki waga (fhana)：Guitar (#11)
- 前田恭介 (androp)：Bass (#11)
- 秋山隆彦：Drums (#11)
- kevin：Sound Edit (#11)
- 佐藤準一 (fhana)：Synthesizer, Keyboards & Programming (#11)
- 塚本亮：Piano (#11)
- 宮崎誠：Guitar, All Other Instruments & Programming (#12)
- 佐野康夫：Drums (#12)
- 佐々木秀尚 (有形ランペイジ)：Guitar (#13)
- 二家本亮介 (有形ランペイジ)：Bass (#13)
- 今井義頼 (有形ランペイジ)：Drums (#13)
- sasakure.UK：Synthesizer & Programming (#13)
- 中山真斗：Guitar, All Other Instruments & Programming (#14)
- 室屋光一郎ストリングス：Strings (#14)